# Boldklubben Frem
El Boldklubben Frem, también conocido como Frem, BK Frem o BK Frem Copenhagen, es un equipo de fútbol de Dinamarca que milita en la Segunda División de Dinamarca, la tercera liga de fútbol más importante del país.

## Historia
Fue fundado en el año 1886 en la ciudad de Valby-Sydhavnen con el nombre Fremskridtsklubbens Cricketklub por un grupo de jóvenes que se distinguían por sus actividades políticas; y es un equipo multideportivo al tener también un equipo en críquet.
En 1887 cambiaron de nombre por el de Boldklubben Frem, nombre actual, siendo de los primeros equipos en jugar en la superliga danesa en 1889, donde 3 años después ganaron su primer título. Es uno de los equipos más ganadores de Dinamarca al contabilizar 8 títulos de liga (2 no oficiales) y 2 títulos de Copa en 5 finales. Desde 1983 batallaron económicamente y 10 años más tarde estaban en bancarrota, agravándose en 2004 con una deuda que era de 10,000,000 de coronas. Regresaron en el 2010 en la Serie de Dinamarca.
A nivel internacional ha participado en 6 torneos continentales, en los cuales jamás ha superado la Segunda ronda.

## Palmarés

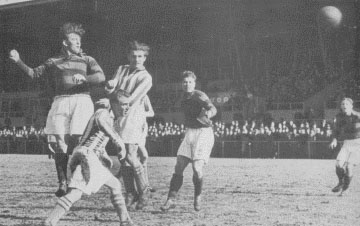
Juego ante AB en 1940. El Frem (de rayas): Pauli Jørgensen (lejos a la izquierda), Johannes Pløger (2.º a la derecha) y Erling Sørensen (lejos a la derecha).

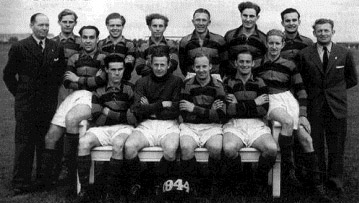
Equipo Campeón en la Temporada 1943–1944.

- Superliga danesa: 6

1923, 1931, 1933, 1936, 1941, 1944
- - Sub-Campeón: 12

1899, 1901, 1903, 1930, 1935, 1937, 1938, 1948, 1958, 1966, 1967, 1976
- Copa de Dinamarca: 2

1956, 1978
- - Finalista: 3

1969, 1971, 1981
- Campeonato de Copenhague: 3

1904, 1923, 1933
- - Sub-Campeón: 8

1906, 1908, 1910, 1911, 1918, 1922, 1929, 1937
- Copa de Copenhague: 6

1927, 1927, 1938, 1940, 1943, 1946
- - Finalista: 9

1913, 1918, 1919, 1922, 1924, 1930, 1934, 1939, 1944
- Copa Baneklubberne: 1
  - Winners (1): 1911

## Participación en competiciones de la UEFA

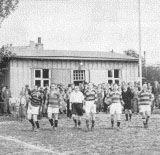
El Clubhouse en Enghavevej, Vesterbro usado entre 1905–1942.

| Temporada | Torneo         | Ronda | Club            | Casa | Visita | Global  |
| --------- | -------------- | ----- | --------------- | ---- | ------ | ------- |
| 1967-68   | Copa de Ferias | 1     | Athletic Club   | 0-1  | 2-3    | 2-4     |
| 1969-70   | Recopa Europea | 1     | FC St. Gallen   | 2-1  | 0-1    | 2-2 (v) |
| 1972-73   | UEFA Cup       | 1     | Sochaux         | 1-3  | 1-2    | 2-5     |
| 1972-73   | UEFA Cup       | 2     | FC Twente       | 0-5  | 0-4    | 0-9     |
| 1977-78   | UEFA Cup       | 1     | Grasshopper CZ  | 0-2  | 1-6    | 1-8     |
| 1978-79   | Recopa Europea | 1     | AS Nancy        | 2-0  | 0-4    | 2-4     |
| 1992-93   | UEFA Cup       | 1     | Neuchâtel Xamax | 4-1  | 2-2    | 6-3     |
| 1992-93   | UEFA Cup       | 2     | Real Zaragoza   | 0-1  | 1-5    | 1-6     |

## Gerencia y Cuerpo Técnico
Gerente: Claus Mohrhagen

Entrenador: Henrik Jensen

Asistente Entrenador: Martin Jeppesen

Entrenador de Porteros: René Heitmann

Entrenador del Equipo Reserva: Steen Ryborg

Entrenador U19: Jesper Ovesen

Entrenador U17: Søren Hermansen

## Jugadores

### Jugadores destacados
| - Flemming Ahlberg 1967–1979 - Finn Bøje 1968–1973 - Lars Broustbo 1982–1995 - Axel Byrval 1893–1895, 1896–1909 - Stefan Campagnolo 1999–2003 - Walter Christensen 1937–1947 - Kaj Christiansen 1942–1948 - Knud Christophersen 1926–1935 - Hans Colberg 1942–1950 - Dan Eggen 1990–1993 - Svend Frederiksen 1936–1947 - Michael Giolbas 1997–2001 - John Hansen 1943–1948, 1957–1960 - Kaj Hansen 1960–1967 - Sophus Hansen 1906–1921 - Per Henriksen 1949–1960 - Eiler Holm 1921–1934 - Jørn Jeppesen 1967–1980 - Martin Jeppesen 1992–1994, 1996–2005, 2006–2007 - Pauli Jørgensen 1924–1942 | - Kim Kristensen 1997–2001, 2002–2004 - Sophus Krølben 1904–1910, 1912–1921 - Birger Larsen 1961–1969 - Lars Larsen 1970–1989 - Otto Larsen 1913–1924 - Søren Larsen 2003–2004 - George Lees 1951–1960 - Søren Lyng 1987–1991 - Ole Mørch 1967–1980 - Jørgen Nielsen 2003–2007, 2008 - Leif Nielsen 1961–1967 - Leif "Osten" Nielsen 1962–1972 - Leo Nielsen 1940–1949 - Johannes Pløger 1939–1948 - Jan Poulsen 1969–1976 - Leif Printzlau 1967–1977 - Ole Rasmussen 1979–1989 - Mirko Selak 2001–2005 - Helmuth Søbirk 1935–1937, 1939–1949 - Egon Sørensen 1935–1945 | - Erling Sørensen 1939–1948 - Finn Willy Sørensen 1960–1967 - Thomas Thøgersen 1988–1993, 2002–2003 - Mikkel Thygesen 2002–2004 - Kaj Uldaler 1924–1927 - Kim Vilfort 1981–1985 - Per Wind 1973–1993, 1998 - Indrek Zelinski 2003–2005 |